# Dieriabicha (obwód iwanowski)
Dieriabicha (ros. Дерябиха) – wieś (dieriewnia) w Rosji, w obwodzie iwanowskim, w rejonie iwanowskim. W 2021 liczyła 835 mieszkańców.